# Kaká (calciatore 1981)
Claudiano Bezerra da Silva, noto come Kaká (São José do Belmonte, 16 luglio 1981), è un ex calciatore brasiliano, di ruolo difensore.

## Carriera
Ha esordito in Bundesliga il 17 agosto 2008 con l'Hertha Berlino. Ha giocato in Champions League con l'APOEL.

## Palmarès

### Club

#### Competizioni nazionali
- Campionato cipriota: 1

APOEL: 2014-2015